# Eupithecia sellimima
Eupithecia sellimima là một loài bướm đêm trong họ Geometridae.